# Nijni Txiriürt
Nijni Txiriürt (en rus: Нижний Чирюрт) és un poble del Daguestan, a Rússia, que el 2019 tenia 1.688 habitants. Pertany al districte rural de Kiziliurt.